# Elecciones presidenciales de Estados Unidos de 2012 en Texas
Las elecciones presidenciales de los Estados Unidos de 2012 en Texas se celebraron el martes 6 de noviembre de 2012, como parte de las Elecciones presidenciales de Estados Unidos de 2012, en las que participaron los 50 estados más el distrito de Columbia. Los votantes de Texas eligieron a los electores para que los representaran en el Colegio electoral a través del voto popular, enfrentando al candidato del Partido Demócrata, el actual presidente Barack Obama y a su vicepresidente Joe Biden, contra la fórmula del Partido Republicano, el exgobernador de Massachusetts, Mitt Romney y a su compañero el congresista Paul Ryan, Texas tenía 38 votos electorales en el Colegio Electoral, ganando 4 escaños tras la distribución de representación en el Congreso de los Estados Unidos como resultado del censo de población estadounidense del año 2010.
El bastión republicano más grande del país, Texas, fue decisivamente por Romney, otorgándole el 57.17% de los votos al 41.38% de Obama, un margen del 15.79 %. Al igual que los candidatos demócratas anteriores, Obama dominó el Valle del Río Grande, ganando más del 70% u 80% de los votos en la mayoría de estos condados, con su mejor desempeño en el condado de Starr del 86.34 % al 13.02% de Romney, un margen del 73.32%. También ganó los principales centros urbanos de Austin, Dallas, El Paso Houston y San Antonio. Sin embargo, los republicanos barrieron las vastas áreas rurales y los suburbios de Texas por grandes márgenes. Romney también se acercó mucho a llevar el condado de Harris,  hogar de Houston, perdiéndolo por solo un 0.08%, o 971 votos. En el proceso, Romney superó el récord de George W. Bush en 2004 de la mayor cantidad de votos para un candidato presidencial en Texas; su récord a su vez sería superado más tarde en elecciones posteriores. Al recibir el 95,86 % de los votos en el condado de King. Romney también registró la mayor proporción de votos emitidos por un candidato en cualquier condado desde que Barry Goldwater recibió entre el 95.92 y el 96.59% de los votos en siete condados de Misisipi en 1964, aunque esto ocurrió cuando las mayorías afroamericanas en estos condados habían estado casi totalmente privadas de derechos durante siete décadas y media.
Los 38 votos electorales de Texas fueron el mayor premio electoral de Romney en las elecciones. El estado forja una identidad republicana en la Era Reagan y no había votado por un candidato presidencial demócrata desde que el compañero sureño Jimmy Carter la llevó en 1976. La industria petrolera es el factor impulsor de la economía del estado, con numerosas compañías petroleras como ExxonMobil con sede en el estado, y en consecuencia el estado ha rechazado al Partido Demócrata, que ha adoptado cada vez más las políticas ecologistas. Además, la popularidad de los republicanos moderados entre los tejanos suburbanos aumentó su apoyo. Sin embargo, aunque Romney mejoró el desempeño de John McCain en 2008, esta elección solidificó el alejamiento de las áreas urbanas de Texas del Partido Republicano. Los condados de Dallas y Harris, ambos cambiaron en 2008, permanecieron en la columna demócrata en 2012.
A partir de 2024, esta es la última vez que el candidato demócrata ganó el condado de Jefferson y el republicano ganó el condado de Fort Bend.

## Resultados
| Partido | Partido     | Candidato    | Votos     | %     |
| ------- | ----------- | ------------ | --------- | ----- |
|         | Republicano | Mitt Romney  | 4 569 843 | 57.17 |
|         | Demócrata   | Barack Obama | 3 308 124 | 41.38 |
|         | Libertario  | Gary Johnson | 88 580    | 1.11  |
|         | Verde       | Jill Stein   | 24 657    | 0.31  |
| Otros   | Otros       | Otros        | 2647      | 0.03  |
|         |             |              |           |       |
| Total   | Total       | Total        | 7 993 851 | 100   |
|         |             |              |           |       |
| Fuente: |             |              |           |       |